# Aubigny-la-Ronce
Aubigny-la-Ronce är en kommun i departementet Côte-d'Or i regionen Bourgogne-Franche-Comté i östra Frankrike. Kommunen ligger i kantonen Nolay som tillhör arrondissementet Beaune. År 2022 hade Aubigny-la-Ronce 170 invånare.

## Befolkningsutveckling
Antalet invånare i kommunen Aubigny-la-Ronce
Referens:INSEE